# Famille Acciaiuoli

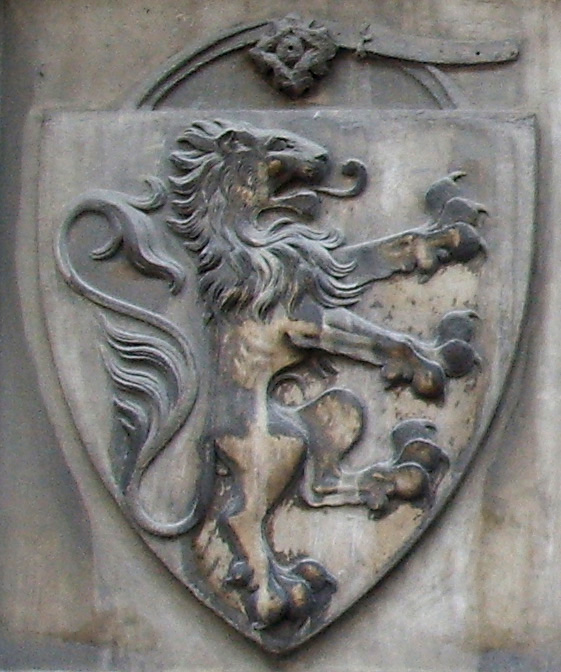
Blason, Santa Maria Novella

d'argent au lion d'azur armé et lampassé de gueules.

La famille Acciaiuoli (aussi orthographié Acciaioli/Accioly/Acciajuoli; orthographe en grec : Άτζαϊὠλης) est une importante famille florentine originaire de Brescia qui tire son nom du commerce de l’acier, à la base de sa richesse. Elle joue un rôle important dans l’histoire du duché d'Athènes où elle succède à la Compagnie de Navarre qui avait conquis Thèbes en 1379 et à la maison d'Aragon dans le reste du duché. Nério Acciaiuoli, aventurier, conquiert Athènes en 1388, puis Néopatras en 1390. Après une éphémère domination vénitienne (1395-1402), les Acciaiuoli demeurent maîtres des duchés jusqu’à leur reconquête par les Byzantins en 1430. Ils reconnaissent alors la suzeraineté de Constantinople et réussissent à se maintenir jusqu’en 1456, date de la prise d'Athènes par Mehmed II.

## Origines de la famille – Niccolò Acciaiuoli
Les origines de la famille remontent au XIIe siècle lorsque Gugliarello Acciaiuoli s’enfuit de Brescia en 1160 en raison de son appui à la cause des Guelfes. La famille se réfugie alors à Florence fuyant l’avance de Frédéric Barberousse. Elle y établit une manufacture d’acier (d’où selon la tradition proviendrait leur nom). S’étant enrichis considérablement dans cette industrie, les Acciaiuoli deviennent banquiers au siècle suivant (Compagna di Ser Leone degli Acciaiuoli e de’ suioi consorti) et leur banque ouvre des comptoirs en Grèce et en Europe occidentale. Ils jouent bientôt un rôle aussi bien politique que financier dans leur ville d’adoption. Lorsque les Florentins sollicitent l’appui du roi de Naples contre leurs ennemis gibelins, les Acciaiuoli entrent en contact avec les Angevins ; leurs services sont récompensés, un membre de la famille devenant chambellan et conseiller privé du roi Robert. Un fils de ce chambellan, Niccolò, est envoyé encore très jeune diriger la succursale napolitaine de la banque en 1331.

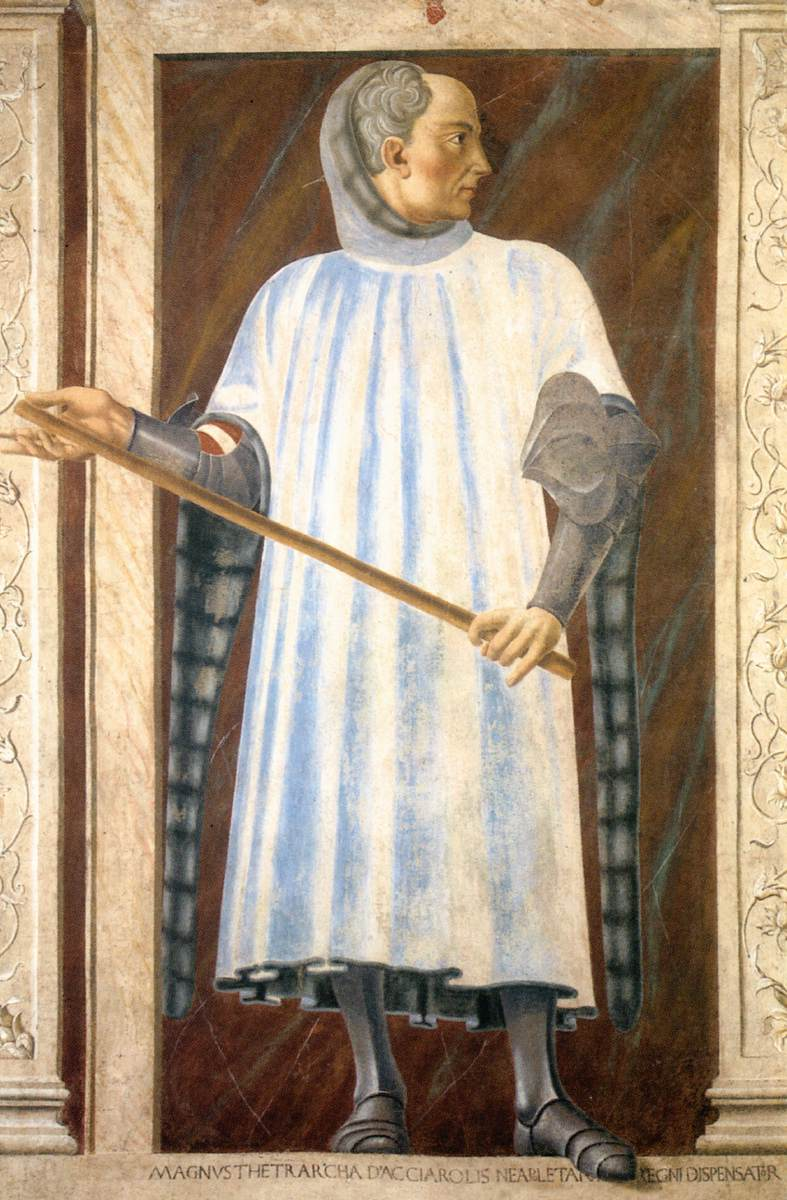
Portrait par Andrea del Castagno

Habile banquier et doté d’un grand charme personnel, il ne tarde pas à se gagner les faveurs de Catherine de Valois-Courtenay, impératrice titulaire de Constantinople et veuve depuis 1331, devenant son chambellan et le tuteur de ses trois fils en bas âge.
En 1333, Niccolò offre ses bons offices pour mettre un terme à la querelle opposant Jean de Gravina, prince d'Achaïe où il n’a fait qu’un bref séjour et son neveu Robert à qui son père Philippe a légué la suzeraineté de la principauté d'Achaïe et du duché d'Athènes ainsi que ses droits sur l'Albanie. En vertu de l’accord alors négocié, Jean de Gravina transfère à l’impératrice Catherine la principauté et ses dépendances pour son fils Robert en échange de possessions angevines en Épire, du royaume d’Albanie et du duché de Durazzo, ainsi que d’une somme de 5000 onces en espèces, avancées par la banque Acciaiuoli qui obtient quelques forteresses et domaines en garantie de ses prêts. La principauté d’Achaïe retourne ainsi entre les mains des prétendants au trône du défunt empire latin,.
Ayant ainsi réussi à faire de son pupille Robert un prince d’Achaïe, et ayant été fait chevalier par les Angevins en 1335, Niccolò investit massivement dans la principauté, rachetant les deux domaines donnés par Jean de Gravina à la banque à titre de biens affectés en garantie ainsi que les propriétés avoisinantes. Il acquiert d’autres propriétés à Andravida, Prinitza et Kalamata alors que Catherine lui concède l’ile de Céphalonie en récompense de ses services. Niccolò devient ainsi un noble, vassal du prince d’Achaïe, et son influence dépasse rapidement celle du bailli angevin,.
Catherine demeure deux ans en Grèce. Pendant ce temps, Niccolò s’emploie à assurer la défense de la vallée de Kalamata, le « jardin de la Grèce », menacée par les Catalans d’Attique et les Turcs qui, installés en Asie, ravagent les côtes de la Grèce. Au départ de celle-ci, Niccolò, héritier de la baronnie de Kalamata ainsi que de la forteresse de Piada et d’autres terres, est élevé au rang de bailli pour le compte de l’impératrice titulaire, devenant ainsi l’un des plus riches propriétaires terriens de la principauté qu'il quitte en 1341 pour retourner en Italie.
À la mort de Catherine en 1346, le prince Robert hérite du titre d’ « empereur latin de Constantinople », mais, retenu pendant plusieurs années dans les prisons hongroises, il ne se rend jamais sur ses domaines en Grèce. Le pouvoir réel échoit alors à l’archevêque de Patras et à Niccolò, lequel ne néglige pas ses propriétés de Grèce. Il ajoute à celles-ci la forteresse de Vourkano et, en 1358, est nommé gouverneur de Corinthe et de huit forteresses situées dans les environs. Corinthe revêt alors une importance particulière parce que, située sur les bords du golfe du même nom, elle est régulièrement la cible de pirates turcs. C’est pourquoi, après avoir vainement fait appel au pape et aux Vénitiens, le prince Robert s’est adressé à Niccolò, entretemps nommé grand sénéchal de Sicile et comte de Malte. Bien qu’absent, celui-ci entreprend rapidement la réparation des fortifications de l’Acrocorinthe et obtient du prince la rémission des arriérés de tous ses vassaux au trésor princier ainsi que le retour des serfs que la situation incertaine avait fait émigrer hors de leurs domaines. Ne pouvant retourner lui-même en Grèce, il charge son cousin Donato de le représenter à Corinthe et le nomme responsable de ses autres domaines en Achaïe. Il devait s’éteindre à Florence en 1365.
Parmi les membres de sa famille qui s’établissent en Grèce figurent les frères Giovanni, archevêque de Patras (dignité lucrative dévolue par la suite à deux autres membres de la famille) et Nério, qui achète l’ensemble de la côte entre Corinthe et Patras,.

## Les successeurs de Niccolò: Nério Accaiaioli

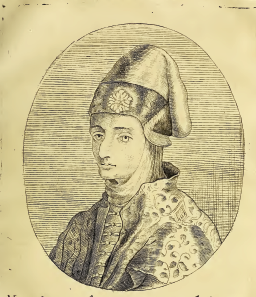
Nério Ier Acciaiuoli

Par testament, Niccolò divise ses possessions de Grèce entre son ainé, Angelo, et son cousin et fils adoptif, aussi prénommé Angelo (le futur archevêque de Patras). Le premier hérite de la ville de Corinthe et de tous les autres domaines de Grèce à l’exception de ceux dévolus à son fils adoptif : le château de Vourkano en Messénie et la baronnie de Kalamata. Le nouvel empereur titulaire, Philippe II de Tarente, en tant que suzerain de l’Achaïe, ratifie ces décisions; un peu plus tard, il accorde la dignité de « palatin » au premier afin de le remercier pour l’avoir accompagné durant le temps passé en captivité avec son frère en Hongrie. Mais trop occupé par ses affaires en Italie, Angelo confie Corinthe à un représentant, poste pour lequel il choisit Rainero ou Nério Acciaiuoli, un autre cousin et fils adoptif de Niccolò, lequel possédait déjà la côte entre Corinthe et Patras.
Ce dernier a plus tôt tenté d’obtenir la main de Fiorenza Sanudo, duchesse de Naxos. Toutefois, Venise s’oppose à ce que ce duché de grand intérêt stratégique tombe entre des mains autres que vénitiennes. Frustré dans ses ambitions en mer Égée, il se tourne vers le Péloponnèse et achète de Marie de Bourbon les baronnies de Vostitza et Nivelet. Devenu capitaine-adjoint de Corinthe et de ses dépendances, son autorité s’étend alors sur une bonne partie de la rive sud du golfe de Corinthe et sur l’isthme lui-même. Bientôt, et bien qu’il ne possède de nombreux domaines qu’à titre de biens affectés en garantie, Nério devient le véritable maitre du pays dont il compte se servir pour attaquer les Catalans d’Attique. Bientôt, nombre de membres de la famille Acciaiuoli et autres Florentins viennent le rejoindre.
En 1373, le pape Grégoire XI, ému par la description faite par l’archevêque de Néopatras du sort réservé par les Turcs aux Grecs vivant aux frontières de la principauté d’Achaïe et du duché d’Athènes, convoque une rencontre de toutes les parties intéressées à Thèbes, à l'occasion de laquelle les archevêques de Néopatras et Naxos prêchent l’union des chrétiens contre les Turcs. Mais, sitôt les invités rentrés dans leurs foyers, Nério profite de la faiblesse des Catalans du duché d'Athènes pour s’emparer de Mégare en 1374, laquelle, située à l'extrémité est de l'isthme de Corinthe, à mi-chemin entre Corinthe et Athènes, contrôle l’accès au duché ; il s'allie par la suite avec une troupe issue de la Compagnie de Navarre menée par Jean de Urtubia, contre les Catalans. Les Navarrais, traversant les terres de Nério, s'emparent de Thèbes en 1379.
Au cours de la décennie suivante, Nério s’emploie à conclure des alliances avec ses principaux voisins, tant grecs que latins. En 1385, après s’être assuré d’une armée et d’un navire de guerre, Nério croit avoir trouvé un « casus belli ». Il demande alors la main de la jeune comtesse Marie, héritière de Salona, au nom de son beau-frère, Pietro Saraceno d’Eubée. La comtesse Hélène, grande aristocrate, rejette cette offre venant « d’un marchand florentin », préférant donner sa fille à Étienne Doukas, un prince serbe de Thessalie. Cette alliance avec un Serbe provoque l’indignation de la population tant grecque que latine de Salona, endroit où résidaient les comtesses. Nério, qui craint que les Navarrais ne s’emparent d’Athènes et n’établissent une tête de pont sur sa frontière nord, en profite pour attaquer le duché avec ses troupes pendant que son navire vogue droit vers le Pirée. Il s’empare de la ville d'Athènes en décembre 1386 ou janvier 1387 puis le 2 mai 1388 de son Acropole où le gouverneur catalan, Don Pedro de Pau, résiste pendant seize mois. Après quoi, il s’empare de leur capitainerie de Néopatras devenant ainsi maitre de l’ensemble du duché d’Athènes et de Thèbes. L’administration féodale est alors abolie, remplacée par un régime plus centraliste contrôlée par les Italiens. De plus, il donne nombre de postes de confiance à des Grecs, permettant également à un évêque orthodoxe de s’installer à Athènes, mais ce dernier est astreint à résider dans la basse-ville, Nério installant un archevêque catholique dans la cathédrale de l’Acropole,.
À ce triomphe s’ajoute le fait que peu avant la chute de l’Acropole, il a pu marier sa seconde fille, Francesca, à Carlo Tocco, duc de Leucade et comte palatin de Céphalonie, un des plus importants seigneurs latins de la région. Sa fille ainée, Bartholomea, a pour sa part épousé Théodore Ier Paléologue, despote de Morée. Ainsi allié avec les Grecs et les Latins, Nério ne craint plus que la Compagnie de Navarre, laquelle s’était entretemps rebellée contre les chevaliers de Saint-Jean et, après que leur leader, Pierre de Saint-Supéran se soit proclamé prince d’Achaïe, convoitait Corinthe,.
Nério aurait voulu compléter ses possessions en prenant Nauplie et Argos, reliquats des domaines francs du duché d'Athènes. L’année où Nério s’emparait d’Athènes, la duchesse d’Argos, Marie d’Enghien, perdit son mari, le Vénitien Pietro Cornaro. Craignant une attaque de ses deux puissants voisins, Nério Acciaiuoli d’une part, Théodore despote de Mistra d’autre part, elle décida de transférer la propriété des domaines d’Argos à Venise moyennant une rente viagère. Mais avant que l’envoyé de Venise n’ait pu prendre possession de l’Argolide, Théodore, sous l’influence de Nério, s’emparait d’Argos. Venise répondit en instaurant un embargo commercial sur les produits en provenance d’Athènes et de la Morée. Elle fit également appel à la compagnie navarraise pour arrêter Nério ce qui fut fait le 10 septembre 1389.
Le clan Acciaiuoli se mobilisa immédiatement pour obtenir la libération de Nério. Son épouse offrit à Théodore une énorme somme pour que celui-ci rende Argos. L’un de ses frères, Angelo, cardinal archevêque de Florence, implora l’intervention du pape. Un autre frère, Donato, gonfalonnier florentin, persuada le gouvernement de la ville d’envoyer une délégation auprès de Venise pendant qu’il dépêchait des émissaires requérir l’aide de Gênes. La crainte d’une intervention génoise et les préparatifs du despote pour libérer son beau-père de force eurent raison des Vénitiens. Nério fut libéré dans la deuxième moitié de 1390, non sans avoir envoyé sa fille, la comtesse de Céphalonie, en otage et avoir promis aux Vénitiens de les aider à reprendre Argos. Il dut également verser une énorme somme aux Navarrais, ce qui l’obligea à faire enlever les plaques d’argent qui couvraient les portes du Parthénon et à saisir les joyaux du trésor de la cathédrale de Corinthe. Toutefois, le despote ne céda qu’en 1394 et remit Argos aux Vénitiens. Ce sur quoi, Venise retourna l’administration de Mégare à Nério ainsi qu’une importante somme d’argent qui lui appartenait et qu’elle avait séquestrée,.
Finalement, l’administration de l’Argolide fut l’objet d’un compromis. Sous les ducs titulaires d’Athènes, les villes de Nauplie et d’Argos avaient été gouvernées par un bailli ou capitaine-général assisté d’un conseil ; chacune des deux villes fut dotée d’un capitaine ou podesta sous lesquels se trouvaient deux gouverneurs, créant ainsi une administration bicéphale comme à Modon et Coron.
Nério, réduit au rang de « seigneur de Corinthe », chercha à se venger des Navarrais qui s’étaient emparés de la presque totalité de ses possessions en Morée. Pour ce faire, il demanda l’aide du prétendant à la principauté Amédée de Savoie-Achaïe, alors fort actif diplomatiquement, lequel épousa sa cause. Toutefois, la mort d'un parent, le comte de Savoie, le força à abandonner ses projets.
Pendant que les Occidentaux se querellaient ainsi, les Turcs progressaient en Europe. La bataille de Kosovo Polje en 1389 leur ouvrait la porte de la Grèce où déjà en 1391 les Navarrais avaient invité les Turcs pour les aider à renverser le despote de Mistra. L’année suivante, les Turcs avançaient en Thessalie, Béotie et en Attique. En 1394, un gouverneur turc s’établissait à Salona sur la côte nord du golfe de Corinthe. La Thessalie devint un fief héréditaire du général Evrenosbeg qui commandait les troupes turques en 1391. Nério n’eut guère de choix et dut accepter de verser tribu au sultan.
Au même moment toutefois, il en appelait à la fois au pape et au roi de Naples, Ladislas, qui se considérait comme suzerain d’Achaïe dont Athènes constituait une dépendance. En janvier 1394, il conféra officiellement à Nério le titre de duc porté depuis longtemps par ses prédécesseurs, titre qui, en l’absence de prospérité de Nério, échouerait à son frère Donato et à ses héritiers. Son frère, le cardinal Angelo Acciaiuoli, après l’avoir intronisé comme duc, fut nommé à sa place bailli d’Achaïe à condition de ne reconnaitre d’autre souverain que le roi de Naples. La fiction longtemps maintenue qu’Athènes était un fief de la principauté d’Achaïe s’écroulait. Le pape pour sa part nomma le cardinal archevêque de Patras. À la fin de sa vie, Nério qui avait réussi à devenir duc d’Athènes et de Thèbes, était en revanche vassal du sultan. Il devait s’éteindre le 25 septembre 1394,.

## La succession de Nério; Antonio Acciaiuoli

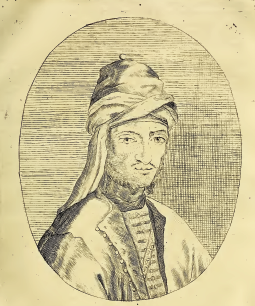
Antonio Ier Acciaiuoli

Son épouse étant décédée quelques mois avant lui, Nério laisse à sa mort deux filles, Bartholomea, épouse du despote de Morée, et Francesca, mariée au comte de Céphalonie Carlo Ier Tocco, ainsi qu’un fils illégitime, Antonio, à qui il laisse Thèbes et le château de Livadia. Enfin, il laisse Athènes à la cathédrale catholique de la ville, confiant celle-ci « aux bons soins de la république de Venise » à qui ses exécuteurs pourraient avoir recours en cas de besoin. Cet étrange legs ne peut plaire à ses sujets orthodoxes qui refusent alors de se soumettre à l’Église catholique,.
Le titre de « duc d’Athènes » aurait dû revenir à son frère, Donato Acciaiuoli, gonfalon de Florence et sénateur de Rome. Mais celui-ci, qui avait été le représentant de Nério trente ans auparavant, préfère la tranquillité de ses domaines en Italie aux hasards de la vie en Grèce .
Invités par le métropolitain orthodoxe à aider les Athéniens contre les catholiques, les Turcs sous la conduite de Timourtash envahissent la basse ville; le gouverneur Matteo de Montona doit organiser la résistance sur l’Acropole et envoyer des messagers au bailli vénitien d’Eubée, promettant de remettre la ville à Venise pourvu que les anciennes franchises de la ville soient respectées. Ceci ayant été accepté, les Vénitiens envoient une force déloger les Turcs, un podesta est nommé pour administrer la ville et, pour la première fois, le lion de saint Marc flotte sur l’Acropole à la fin de 1394,.
Les Vénitiens ont accepté de prendre charge d’Athènes en raison de sa proximité de leurs propres colonies et du danger que constituerait la prise de la ville par les Turcs. Toutefois, l’avancée de ceux-ci doit être arrêtée lorsque Sigismond, roi de Hongrie, répondant à l’appel du basileus Manuel II, s’apprête à venir au secours de Constantinople. Bayezid Ier se retire alors de Grèce pour faire face à Sigismond qu’il défait lors de la bataille de Nikopolis. Après avoir conquis Argos en 1397 et s’être emparés de Leondari en Messénie, les Turcs se dirigent vers Athènes occupant la basse-ville.
Celle-ci est prise en 1402 lorsqu’Antonio, le fils illégitime de Nério, insatisfait de son héritage de Thèbes et de Livadia, et après s’être assuré de la neutralité des Turcs, se dirige sur Athènes occupant la basse-ville. Craignant pour leur importante colonie d'Eubée, les Vénitiens décident de négocier et, après un siège de dix-sept mois, Montana capitule et remet l’Acropole à Antonio succédant ainsi à son père comme duc d’Athènes,.
Régnant une trentaine d'années, Antonio se montre un négociateur habile, louvoyant entre Vénitiens et Turcs, échappant aux vicissitudes que connaissent alors les autres États latins du Levant. Si l’on excepte les raids turcs de 1416 et les menaces de Mehmed Ier après que des citoyens vénitiens eussent été molestés, ses relations avec les Turcs dont il est le vassal nominal et qu’il accompagne à ce titre dans leur invasion de la Morée en 1423, se montrent correctes. Il réussit même à rétablir des relations amicales avec Venise, notamment en ce qui concerne l’administration de la colonie vénitienne d’Eubée avec laquelle le duché avait des relations importantes,.
Il n’oublie pas non plus les origines florentines de sa famille. Aspirant au titre de puissance maritime, Florence lui demande l’octroi des mêmes privilèges commerciaux que ceux déjà détenus par Venise et Gênes. Antonio leur concède la liberté de transiter par les ports de ses États et réduit de moitié les taxes douanières à travers ses territoires .
Enfin, déjà à demi-grec lui-même, il se montre proche de ses sujets en choisissant à deux reprises une épouse grecque. Les deux mariages n’ayant pas produit de progéniture, il adopte deux filles mariées par ses soins, l’une au marquis titulaire de Boudonitza, l’autre à l’un de ses favoris à la cour, originaire d’Eubée. À l’instar de Ioannina, Athènes redevient un pôle d’attraction pour les jeunes professionnels voulant faire carrière.

## Les derniers souverains

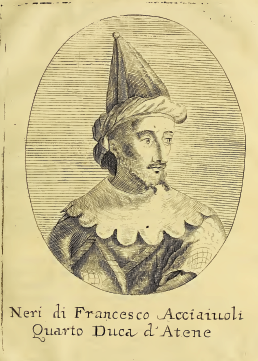
Nério II Acciaiuoli

Victime d’un arrêt cardiaque, Antonio s’éteint en 1435. Deux partis réclament la succession. Le premier est Nério, fils ainé de Franco Acciaiuoli, seigneur de Sycaminon, adopté par Antonio comme fils et héritier. Celui-ci réussit à occuper la basse-ville. Mais l’Acropole est alors contrôlée par Maria Melissené, épouse d’Antonio, ayant apporté en dot plusieurs domaines situés à Kynouria. Le parti grec tente sans succès d’acheter les faveurs du sultan Mourad II. Le parti se tourne également vers Constantin Paléologue offrant Athènes à l’empereur de Constantinople en échange de domaines en Laconie près du territoire des Melissène. Cette tentative échoue également, les Turcs s’étant emparés de Thèbes. Un compromis est finalement trouvé et Nério épouse la duchesse douairière, alors que Venise et les Turcs n'interviennent pas, s’assurant simplement du maintien de sa politique d'équilibre entre les puissances,.
Vite impopulaire en raison de son arrogance, le nouveau duc est renversé quatre ans plus tard par son frère, Antonio II. Celui-ci meurt en 1445 et Nério II revient alors de son exil florentin et continue à régner jusqu’à sa propre mort en 1451, l’année de la mort de Mourad II. Après le décès de Maria Melissené, Nério épouse Chiara Giorgio, lui donnant un fils, Francesco. Celui-ci est encore mineur à la mort de son père. Sa mère, Chiara, tombe bientôt éperdument amoureuse d’un jeune noble vénitien, Bartolomeo Contarini qu’elle épouse. Déjà marié, celui-ci n’hésite alors pas à empoisonner sa première épouse pour accéder au trône d’Athènes. Furieux de retourner sous la domination de Venise, les Athéniens se plaignent à Mehmed II qui ordonne à Bartolomeo et à son beau-fils Francesco de venir se justifier à sa cour. profitant de l'émotion générée par la tragique histoire de l’épouse empoisonnée, Mehmed ordonne la déposition de Chiara Giorgio et de Bartolomeo Contarini et leur remplacement par Franco Acciaiuoli, fils unique du duc Antonio II et cousin de Francesco, par ailleurs l’un des favoris du sultan, résidant alors à Constantinople, .
On ignore le sort de Francesco. Quant à Franco, sitôt au pouvoir, il ordonne l’arrestation de sa tante Chiara qu’il fit assassiner. Soit qu’il ait été réellement ému par ce meurtre commis par l’un de ses favoris, soit qu’il y vit une première étape à l’invasion de la Morée qu’il entreprendra deux ans plus tard, Mehmed envoya son général Omar, fils du général Turakhan, marcher contre Athènes qui fut prise le 4 juin 1456. Franco II fut autorisé à régner sur Thèbes et la Béotie à titre de vassal du sultan. Mehmed lui-même fit son entrée dans la ville à l’automne 1458 après avoir forcé les deux despotes de Morée, Thomas et Constantin Paléologue, à lui verser le tribut qu’il estimait lui être dû,.
À son retour de Morée en 1460, Mehmed II marque un nouvel arrêt à Athènes. Il y apprend de janissaires stationnés sur l’Acropole l'existence de complots visant à rétablir Franco sur le trône. Ce dernier sert alors dans le camp de Mehmed à la tête de la cavalerie de Béotie, et reçoit l’ordre de se joindre à l’attaque planifiée contre Leonardo III Tocco, replié dans le despotat d’Angelokastron et de Lépante. Outré de devoir combattre contre d’autres chrétiens, Franco écrit à Francesco Sforza de Milan pour offrir ses services comme condotierre. Forcé toutefois d’obéir aux ordres du sultan, il se retire, après avoir défait Tocco, auprès du gouverneur de la Morée, le pacha Zagan, qui a déjà reçu de Mehmed l’ordre de le faire assassiner. La nuit venue, se retirant dans sa tente après s’être longuement entretenu avec le pacha, il meurt étranglé par les gardes de celui-ci,.
Mehmed annexe alors Thèbes et l’ensemble de la Béotie, effaçant ainsi les dernières traces du duché d’Athènes. Les trois fils de Franco (Matteo, Jacopo et Gabriele) sont emmenés à Constantinople et enrôlés dans le corps de janissaires,.

## Principaux membres de la famille
La famille Acciaiuoli est issue de Guidalotto degli Acciaiuoli dont les deux fils Niccolò & Mannino sont à l'origine des deux branches.[réf. nécessaire]
- Niccolò Acciaiuoli cité en 1290-1297, mort en 1339[47]
  - Acciajuolo mort en 1349
    - Niccolò Acciaiuoli (1310-1365)[47], homme d'État
      - Angelo comte de Melfi co-seigneur de Malte mort vers 1391[47] cède Corinthe à son cousin Nerio Ier Acciaiuoli
        - Roberto comte de Melfi et de Malte mort en 1420[47]
- Mannino Acciaiuoli cité vers 1278-1299[47]
  - Monte vers 1300-1325[47]
    - Angelo, évêque d'Aquila (1328), archevêque de Florence (1342), archevêque de Nicosie, mort en 1357[47]
    - Alamanno vers 1341-1343[47]
      - Angelo Acciaiuoli, archevêque de Patras 1365-1369 (mort en 1369)[47].

  - Donato vers 1316-1335[47]
    - Jacopo mort en 1356[47]
      - Angelo II Acciaiuoli, archevêque de Florence (1383), cardinal (1384), archevêque de Patras 1394-1400 (mort le 12 juillet 1409)[47]
      - Nerio Ier Acciaiuoli seigneur de Corinthe et premier duc d'Athènes (mort en 1394)
        - Antonio Ier Acciaiuoli (mort en 1435) duc d'Athènes
        - Francesca morte en 1430 épouse Carlo Ier Tocco
        - Bartolommea épouse de Théodore Ier Paléologue

      - Giovanni archevêque de Patras 1360-1365 (mort en 1365)
      - Donato (mort en 1400)
        - Franco seigneur de Sycaminon (mort en 1420)
          - Nerio II Acciaiuoli (mort en 1451); 2 fois duc d’Athènes
            - Francesco Ier Acciaiuoli (mort en 1453) ; duc d’Athènes

          - Antonio II Acciaiuoli (mort en 1445) ; duc d’Athènes
            - Franco ou Francesco II Acciaiuoli, assassiné en 1460 ; dernier duc d’Athènes

Leur lieu de sépulture est la chartreuse de Galluzzo à Florence, fondée par Niccolò Acciaiuoli.
Sont également issus de cette même famille :
- Donato Acciaiuoli (1429–1478) écrivain humaniste et homme d'État.
- Zanobi Aciaiuoli (1461-1519) moine dominicain et érudit
- Filippo Acciaiuoli (1637 – 1700) musicien

#### Sources premières
- Chalcondyle, Laonikos. Ἀπόδειξις ἱστοριῶν. Se trouve dans : Blaise de Vigenère (trad.), Histoire de la décadence de l'empire grec et establissement de celuy des Turcs, comprise en dix livres par Nicolas Chalcondyle, Athénien, in-4, Paris, Nicolas Chesneau, 1577 (lire en ligne).
- Sphrantzes, G. The Fall of the Byzantine Empire. Edited and translated by M. Philippides, Amherst, Mass., 1980.

#### Sources secondaires
- (po) Albuquerque, Cassia et al. Acciaiolis no Brasil, 2011.
- (en) Babinger, Franz. Mehmed the Conqueror and his Time. Princeton (N.J.), Princeton University Press, 1978.  (ISBN 0-691-09900-6).
- (en) Fine, John V.A. The Late Medieval Balkans, A Critical Survey from the Late Twelfth Century to the Ottoman Conquest. Ann Arbour, The University of Michigan Press, 1987, 1994.  (ISBN 0-472-10079-3) (OCLC 13860868).
- Grousset, René. L'Empire du Levant : Histoire de la Question d'Orient, Paris, Payot, coll. « Bibliothèque historique », 1949 (réimpr. 1979).  (ISBN 2-228-12530-X).
- Grumel, Venance. Traité d'études byzantines, « La Chronologie I », Presses universitaires de France, Paris, 1958, « Maison Acciaiuoli » p. 407.
- Charles Hopf, Chroniques gréco-romanes inédites ou peu connues, 1873
- Laiou, Angeliki et Cécile Morrisson. Le Monde byzantin III, l’Empire grec et ses voisins XIIIe siècleXVe siècle. Paris, Presses universitaires de France, 2011.  (ISBN 978-2-13-052008-5)
- (en) Lock, Peter (2006). "Acciaiuoli family". In Alan V. Murray. The Crusades: An Encyclopedia 1. Santa Barbara: ABC-CLIO. p. 3. OCLC 70122512.
- R.-J. Loenertz, “Athènes et Néopatras” in Loenertz, Byzantina et Franco-Graeca. Rome 1978.
- Longnon, Jean. L’Empire Latin de Constantinople et la Principauté de Morée. Payot, Paris, 1949.
- Miller, The Latins in the Levant, 1908
- (en) Setton. « Catalan Domination of Athens »
- Stokvis, Anthony. Manuel d'histoire, de généalogie et de chronologie de tous les États du globe, depuis les temps les plus reculés jusqu'à nos jours, préf. H. F. Wijnman, réédition Israël, 1966, Chapitre VII : Généalogie des ducs d'Athènes, « Maison Acciajuoli », tableau généalogique, no 19, p. 470.
- (it) Ugurgieri della Berardenga, Curzio (1962). Gli Acciaioli di Firenze nella luce de' loro tempi. Olschki (collana Biblioteca storica toscana), 1962.